# Корте Инглес
„Ел Корте Инглес“ (на испански: El Corte Inglés – „Английска кройка“, английски стил на обличане) е най-голямата верига от универсални магазини в Испания.

## Дейност
Началото е поставено през 1934 г., когато основателят на компанията Рамон Аресес купува малко шивашко ателие на една от главните улици в Мадрид - Пресиадос. След смъртта на Рамон Аресес през 1989, начело на компанията застава неговият племенник Исидоро А̀лварес, който бързо става един от най-влиятелните хора в Испания.
През 1995 Ел Корте Инглес купува своя единствен сериозен съперник Галериас Пресиадос, който изпада в банкрут. През 2001 веригата купува и всичките 9 магазина на британската компания за продажба на облекло Marks & Spencer на Иберийския полуостров. Същата година започва и международната експанзия на компанията. Първият Ел Корте Инглес в чужбина открива врати в Лисабон. През 2006, близо до Порто се открива втори магазин в Португалия. В скоро време се планира откриване на първия магазин в Италия.
В компанията са заети близо 97 389 служители (2008). За 2010 оборотът на компанията е 16.41 млрд. евро, а чистата печалба е 319.32 милиона евро. Ел Корте Инглес е собственик и на верига хипермаркети (Hipercor - 32 обекта), магазини от първа необходимост (Opencor – 158 обекта), верига туристически бюра и др.